# Episodi di Maverick (seconda stagione)
La seconda stagione della serie televisiva Maverick è andata in onda negli Stati Uniti dal 21 settembre 1958 al 29 marzo 1959 sulla ABC.
| nº | Titolo originale                  | Titolo italiano | Prima TV USA      | Prima TV Italia |
| -- | --------------------------------- | --------------- | ----------------- | --------------- |
| 1  | The Day They Hanged Bret Maverick |                 | 21 settembre 1958 |                 |
| 2  | The Lonesome Reunion              |                 | 28 settembre 1958 |                 |
| 3  | Alias Bart Maverick               |                 | 5 ottobre 1958    |                 |
| 4  | The Belcastle Brand               |                 | 12 ottobre 1958   |                 |
| 5  | High Card Hangs                   |                 | 19 ottobre 1958   |                 |
| 6  | Escape to Tampico                 |                 | 26 ottobre 1958   |                 |
| 7  | The Judas Mask                    |                 | 2 novembre 1958   |                 |
| 8  | The Jail at Junction Flats        |                 | 9 novembre 1958   |                 |
| 9  | The Thirty-Ninth Star             |                 | 16 novembre 1958  |                 |
| 10 | Shady Deal at Sunny Acres         |                 | 23 novembre 1958  |                 |
| 11 | Island in the Swamp               |                 | 30 novembre 1958  |                 |
| 12 | Prey of the Cat                   |                 | 7 dicembre 1958   |                 |
| 13 | Holiday at Hollow Rock            |                 | 14 dicembre 1958  |                 |
| 14 | The Spanish Dancer                |                 | 28 dicembre 1958  |                 |
| 15 | Game of Chance                    |                 | 4 gennaio 1959    |                 |
| 16 | Gun-Shy                           |                 | 11 gennaio 1959   |                 |
| 17 | Two Beggars on Horseback          |                 | 18 gennaio 1959   |                 |
| 18 | The Rivals                        |                 | 25 gennaio 1959   |                 |
| 19 | Duel at Sundown                   |                 | 1º febbraio 1959  |                 |
| 20 | Yellow River                      |                 | 8 febbraio 1959   |                 |
| 21 | The Saga of Waco Williams         |                 | 15 febbraio 1959  |                 |
| 22 | Brasada Spur                      |                 | 22 febbraio 1959  |                 |
| 23 | Passage to Fort Doom              |                 | 8 marzo 1959      |                 |
| 24 | Two Tickets to Ten Strike         |                 | 15 marzo 1959     |                 |
| 25 | Betrayal                          |                 | 22 marzo 1959     |                 |
| 26 | The Strange Journey of Jenny Hill |                 | 29 marzo 1959     |                 |

## The Day They Hanged Bret Maverick
- Diretto da: Douglas Heyes
- Scritto da: Douglas Heyes

### Trama
- Guest star: Whitney Blake (Molly Sharp), Ray Teal (sceriffo Chick Tucker), Jay Novello (Oliver Poole), John Cliff (Cliff Sharp), Hal Hopper (Stanley), Robert Griffin (sindaco), Burt Mustin (Henry), Roy Erwin (Claude)

## The Lonesome Reunion
- Diretto da: Richard L. Bare
- Scritto da: Gene Levitt

### Trama
- Guest star: Joanna Barnes (Abigail Johnson), John Qualen (Leland Mills), John Russell (Edgar Maxwell), Richard Reeves (Monty), Claire Carleton (Flora), Robert Carson (Masher), Byron Foulger (impiegato), Jon Lormer (reporter), Ruth Warren (Gossip)

## Alias Bart Maverick
- Diretto da: Douglas Heyes
- Scritto da: Douglas Heyes

### Trama
- Guest star: Richard Long (Gentleman Jack Darby), Arlene Howell (Cindy Lou Brown), Hal Hopper (Horace), I. Stanford Jolley (sceriffo), Richard Reeves (Rafe Plummer), X Brands (Native American), Charles Riggs (Jeb Plummer)

## The Belcastle Brand
- Diretto da: Leslie H. Martinson
- Scritto da: Marion Hargrove

### Trama
- Guest star: Robert Nash (Foreman), Reginald Owen (Norbert Belcastle), Seymour Green (Albert Belcastle), Gordon Richards (Benson), Rusty Wescoatt (Gus Shaughnessy), Walter Barnes (fuorilegge), Joan Elan (Ellen Belcastle)

## High Card Hangs
- Diretto da: Richard L. Bare
- Scritto da: Tom W. Blackburn (sceneggiatura) e Ralph Berard (soggetto)

### Trama
- Guest star: Efrem Zimbalist Jr. (Dandy Jim Buckley), Frank Ferguson (Genessee Jones), Martin Landau (Mike Manning), Charles Fredericks (Joe Hayes), Lilyan Chauvin (Frenchie Sue Shipley), Ben Sheridan (Bill King)

## Escape to Tampico
- Diretto da: Douglas Heyes
- Scritto da: Douglas Heyes

### Trama
- Guest star: Gerald Mohr (Steve Corbett), John Hubbard (Paul Brooks), Louis Mercier (Raoul Gireaux), Paul Picerni (Rene Giroux), Barbara Lang (Amy Lawrence), William D. Gordon (Sam Garth), Ralph Faulkner (Ziegler), Nacho Galindo (Carlos)

## The Judas Mask
- Diretto da: Richard L. Bare
- Scritto da: Gene Levitt

### Trama
- Guest star: Richard Garland (Eliot Larkin), John Vivyan (Walter Osborne), Anna Lisa (Karen Gustavson), Bobby Jordan (Willie), Nico Minardos (Enrico), Bud Osborne (conducente della diligenza), Rosa Turich (donna messicana), Mel Welles (Carlos)

## The Jail at Junction Flats
- Diretto da: Walter Doniger
- Scritto da: Marion Hargrove (sceneggiatura) ed Elmer Kelton (soggetto)

### Trama
- Guest star: Efrem Zimbalist Jr. (Dandy Jim Buckley), Patrick McVey (sceriffo Morrison Pyne), Jean Allison (Madame Higgins), John Harmon (Saloon Owner), Bert Remsen (Deputy George), Claudia Bryar (Mrs. Pyne), Dan Blocker (Hognose Hughes), Jack Lomas (barista)

## The Thirty-Ninth Star
- Diretto da: Richard L. Bare
- Scritto da: Marion Hargrove

### Trama
- Guest star: William Phipps (Hazelton), Sam Buffington (Bigelow), Mark Tapscott (Farfan), Guy Wilkerson (impiegato), Bethel Leslie (Janet Kilmer), John Litel (giudice Summerville), Nestor Paiva (Louie), Roy Marshall (Marshal), Peter Mamakos (Landlord)

## Shady Deal at Sunny Acres
- Diretto da: Leslie H. Martinson
- Soggetto di: Douglas Heyes

### Trama
- Guest star: Efrem Zimbalist Jr. (Dandy Jim Buckley), Diane Brewster (Samantha Crawford), Richard Long (Gentleman Jack Darby), John Dehner (John Bates), Leo Gordon (Big Mike McComb), Arlene Howell (Cindy Lou Brown), Regis Toomey (Ben Granville), Karl Swenson (sceriffo Griffin), Joan Young (Susan Granville), Jonathan Hole (impiegato), Irving Bacon (Employee), Syd Saylor (1st cittadino), Earle Hodgins (Ernest Plunkett), Val Benedict (mandriano), J. Pat O'Malley (Ambrose Callahan), Leon Tyler (Henry Hibbs), Ken Osmond (Bellboy)

## Island in the Swamp
- Diretto da: Montgomery Pittman
- Scritto da: Montgomery Pittman

### Trama
- Guest star: Edgar Buchanan (David Forge), Richard Reeves (Anthony Offord), Albert Carrier (Phillipe Theriot), Roy Engel (Sebastian), Lance Fuller (Oliver Offord), Arlene Howell (Ladybird Forge), Erin O'Brien (Victoria Forge), Gage O'dell (Herbert Forge)

## Prey of the Cat
- Diretto da: Douglas Heyes
- Scritto da: Douglas Heyes

### Trama
- Guest star: Syd Saylor (impiegato), Patricia Barry (Kitty Stillman), William Bryant (Chase), William D. Gordon (Fred Spender), Barry Kelley (sceriffo), Wayne Morris (Pete Stillman), Yvette Duguay (Raquel Morales), John Alderson (Deputy)

## Holiday at Hollow Rock
- Diretto da: Richard L. Bare
- Scritto da: Howard Browne

### Trama
- Guest star: William Reynolds (Ted Blake), Tod Griffin (sceriffo Jesse Carson), Emile Meyer (colonnello Taylor), Saundra Edwards (Nora Taylor), Hugh Sanders (Jed Snyder), Lane Bradford (Matt Hendricks), George O'Hanlon (Morton Connors), Bob Steele (Billy), Guy Wilkerson (Sam), I. Stanford Jolley (Stableman)

## The Spanish Dancer
- Diretto da: James V. Kern
- Scritto da: Robert Schaefer, Eric Freiwald

### Trama
- Guest star: Richard Long (Gentleman Jack Darby), Adele Mara (Elena Grande), Slim Pickens (Jed), Mark Tapscott (Charlie), Robert Bray (John Wilson), Tony Romano (Raoul Grande), John Mitchum (minatore)

## Game of Chance
- Diretto da: James V. Kern
- Scritto da: Gene Levitt

### Trama
- Guest star: Roxane Berard (Contessa de Barat), Olan Soule (impiegato dell'hotel), Jonathan Hole (Jeweler in San Francisco), Marcel Dalio (barone Dulet), Lou Krugman (Murdock), Fred Essler (Jeweler in Denver)

## Gun-Shy
- Diretto da: Leslie H. Martinson
- Scritto da: Marion Hargrove

### Trama
- Guest star: Gage Clarke (Kenneth P. Badger), Roscoe Ates (frequentatore bar), Walker Edmiston (Clyde Diefendorfer), Ben Gage (Marshal Mort Dooley), Marshall Kent (Doc Stuckey), Andra Martin (Virginia Adams/McElhanney), Kathleen O'Malley (Amy Ward), Irene Tedrow (Mrs. Adams/McElhanney), Doodles Weaver (Lum), Reginald Owen (Freddie Hawkins), William Fawcett (Ames), Iron Eyes Cody (Native American), Dick Elliott (giocatore di poker)

## Two Beggars on Horseback
- Diretto da: Douglas Heyes
- Scritto da: Douglas Heyes

### Trama
- Guest star: Patricia Barry (Jessamy Longacre), Ray Teal (Stryker), Will Wright (generale Boscourt), John Cliff (Sundown), Clem Bevans (vecchio), Roscoe Ates (Kibitzer), Duane Grey (Howie Horwitz)

## The Rivals
- Diretto da: Leslie H. Martinson
- Scritto da: Marion Hargrove

### Trama
- Guest star: Neil Hamilton (generale Archibald Vandergelt), Roger Moore (Jack Vandergelt), Sandra Gould (Lucy), Rand Brooks (Second), Barbara Jo Allen (Mrs. Mallaver), Pat Crowley (Lydia Linley), Stanley Farrar (dottore), Dan Tobin (Lucius Benson), Chet Stratton (impiegato dell'hotel), Ed Nelson (Classmate)

## Duel at Sundown
- Diretto da: Arthur Lubin
- Scritto da: Richard Collins

### Trama
- Guest star: Clint Eastwood (Red Hardigan), Edgar Buchanan (Jed Christiansen), Alexander Clark (sceriffo), Abby Dalton (Carrie Christiansen), Myrna Fahey (Susie), James Griffith (John Wesley Hardin), Linda Lawson (Lily), Dan Sheridan (Doc Baxter)

## Yellow River
- Diretto da: David Lowell Rich
- Scritto da: Howard Browne

### Trama
- Guest star: Robert Conrad (Davie Barrows), Sam Buffington (Von Schulenberg), Tol Avery (Sawyer), Patricia Breslin (Abigail Allen), Harry Hines (Pete Mulligan), Mike Lane (Horace Cusack), Robert Richards (Fred Grimes), Richard Miles (Jean Baxter)

## The Saga of Waco Williams
- Diretto da: Leslie H. Martinson
- Scritto da: Gene L. Coon

### Trama
- Guest star: Wayde Preston (Waco Williams), R.G. Armstrong (colonnello Bent), Ken Mayer (sceriffo Tait), Brad Johnson (Karl Bent Jr.), Stephen Colt (Charlie), Syd Saylor (Menzies), Lane Bradford (Jack Regan), Louise Fletcher (Kathy Bent)

## Brasada Spur
- Diretto da: Paul Henreid
- Scritto da: John Tucker Battle

### Trama
- Guest star: Julie Adams (Belle Morgan), Hope Summers (Martha Abbot), Gertrude Flynn (Dorrit MacGregor), Robert Griffin (Adam Shepley), James Lydon (Terry McKenna), Ken Lynch (Rufus Elgree), Patrick McVey (Roy Stafford), Ralph Neff (Horace Hogan)

## Passage to Fort Doom
- Diretto da: Paul Henreid
- Scritto da: Roy Huggins

### Trama
- Guest star: Arlene Howell (Cindy Lou Brown), Nancy Gates (Mrs. Chapman), Fred Beir (Lee Granger), Diane McBain (Charlotte Stanton), John Alderson (Ben Chapman), Thomas Browne Henry (Charles Stanton), Charles Cooper (Claude Rogan), Sheila Bromley (Mrs. Stanton), Ron Hayes (Joe), Alan Caillou (Fergus McKenzie), Rayford Barnes (Prank)

## Two Tickets to Ten Strike
- Diretto da: Douglas Heyes
- Scritto da: Douglas Heyes

### Trama
- Guest star: Connie Stevens (Frankie French), Adam West (Vic Nolan), John Harmon (Stranger), William D. Gordon (Eddie Burke), Andrea King (Mae Miller), Roscoe Ates (Barker), Duane Grey (sceriffo), Lyle Talbot (Martin Stone), Nancy Kulp (cameriera)

## Betrayal
- Diretto da: Leslie H. Martinson
- Scritto da: Richard Macauley (sceneggiatura), James O'Hanlon (sceneggiatura) e Winston Miller (soggetto)

### Trama
- Guest star: Pat Crowley (Anne Sanders), Ruta Lee (Laura Dillon), Morgan Jones (Buck Wilkerson), J. Pat O'Malley (dottor Dillon), Don 'Red' Barry (sceriffo), Michael Dante (Joe), John Dennis (Pete), Stanley Adams (Link)

## The Strange Journey of Jenny Hill
- Diretto da: Douglas Heyes
- Scritto da: Douglas Heyes

### Trama
- Guest star: Peggy King (Jenny Hill), Mark Tapscott (Crawley), George Keymas (Sam), Sig Ruman (professore Vegelius), William Schallert (Carl), K. L. Smith (Starke), Michael Galloway (Jim Hedges), Leo Gordon (Big Mike McComb)